# 普里戈里亞鄉
45°04′N 23°41′E / 45.067°N 23.683°E
普里戈里亞鄉（羅馬尼亞語：Comuna Prigoria, Gorj），是羅馬尼亞的鄉份，位於該國西南部，由戈爾日縣負責管轄，面積67平方公里，海拔高度310米，2007年人口3,467，人口密度每平方公里52人。